# Toyota Prius V

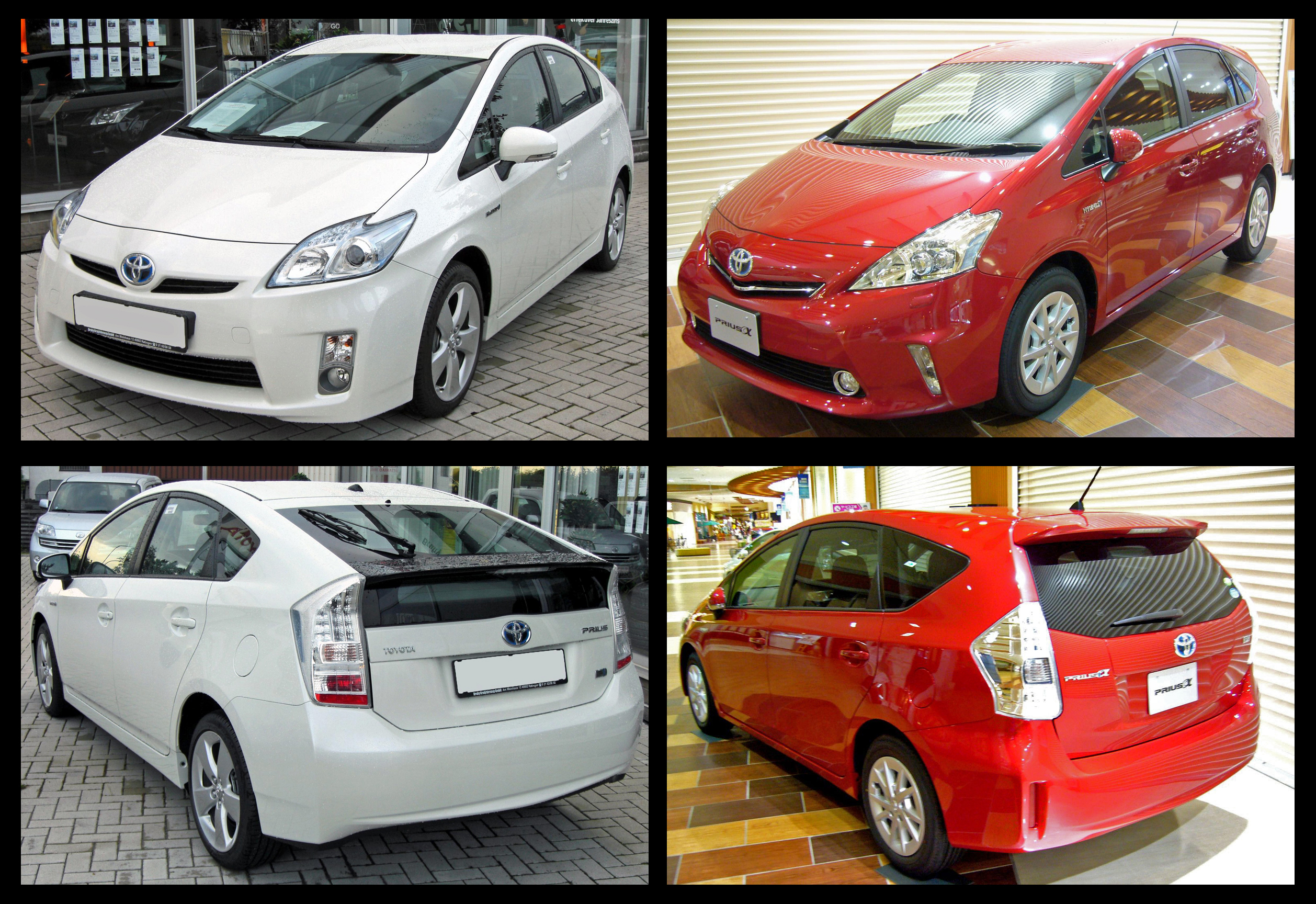
Comparação dos elementos de disenho exterior do Toyota Prius 2010 (branco) e Prius Alpha (Japão) ou v (USA) (vermelho)

O  Toyota Prius v, chamado de Toyota Prius α (alfa) no Japão, e Toyota Prius + na Europa,  é um crossover híbrido elétrico produzido pela Toyota Motor Corporation que foi lançado no Japão em maio de 2011 e no mercado americano em Outubro de 2011. Na Europa será lançado em 2012. O Prius v foi apresentado no Salão do Automóvel de Detroit de 2011 e é a primeira variante desprendida da família Prii a versão monovolume do hatchback. Segundo a Toyota a letra "v" no nome nombre es una abreviação de "Versability" (versatilidade em português).
O Prius v tem 4,6 metros de comprimento e 1,5m entre-eixos. O porta-malas tem capacidade para 971 litros de bagagem e os bancos traseiros podem ser reclinados ou rebatidos para aumentar a carga. De novidades, a versão minivan do Prius oferece opcionais como teto solar panorâmico, sistema multimídia Entune, faróis de LEDs, rodas de 17 polegadas e piloto automático. O Prius v tem um a gasolina 1.8 16V que trabalha em conjunto com um elétrico, gerando no total 134 cv de potência. Ambos estão acoplados a uma transmissão automática continuamente variável (Câmbio CVT).   A economia de combustível estimada é de 5.6 L/100 km (42 mpg) na cidade e 6.2 L/100 km (38 mpg) em estrada, menor que a tercera geração do Prius.